# Miyama (Kyoto)
Pour les articles homonymes, voir Miyama (homonymie).
Miyama (美山町, Miyama-chō) est un ancien bourg de la préfecture de Kyoto, ayant existé jusqu'au 1er janvier 2006, date de sa fusion avec les bourgs de Yagi, Hiyoshi et Sonobe pour former la ville de Nantan. Il faisait partie du district de Kitakuwada.

## Géographie

### Topographie et hydrographie

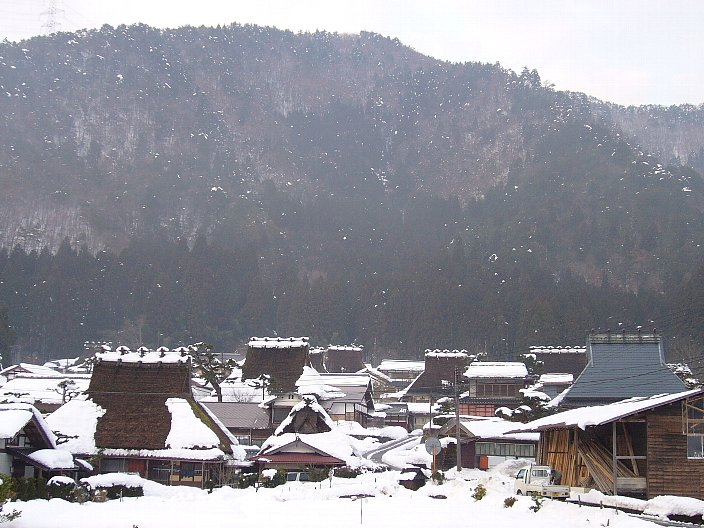
Paysage enneigé à Miyama.

Miyama est situé au centre de la préfecture de Kyoto, à environ une heure de voiture de la ville de Kyoto, dans une zone à majorité forestière. Le bourg est traversé par le fleuve Yura dans son cours supérieur et se trouve dans les terres hautes du Tamba (ja), une région de haute altitude pouvant atteindre 900 mètres, avec des sommets comme le mont Mikuni (ja) (三国岳), à la frontière avec la préfecture de Shiga,.
Son climat est à la rencontre entre celui de la mer du Japon et celui de l'Océan Pacifique, avec des précipitations annuelles et une humidité élevées, en plus de fortes quantités de neige de décembre à février.

### Villes limitrophes

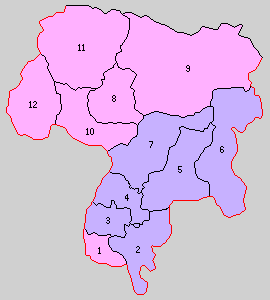
Carte du district de Kitakuwada, avec Miyama en rose (numéros 8 à 12).

Entités territoriales limitrophes à la date de la fusion du 1er janvier 2006,,. À sa fondation le 1er avril 1955, Miyama est entouré à partir du nord, en sens horaire, du village de Natashō (ja) (名田庄村), du district d'Onyū (en) dans la préfecture de Fukui, du village de Kutsuki (ja) (朽木村), du district de Takashima (ja) dans la préfecture de Shiga, de l'arrondissement de Sakyō (左京区) de la ville de Kyoto, du bourg de Keihoku (京北町) du même district de Kitakuwada, des bourgs de Hiyoshi (日吉町) et de Wachi (和知町), du district de Funai, et du village d'Okukanbayashi (ja) (奥上林村), du district d'Ikaruga (ja),,. Le 10 avril de la même année, Okukanbayashi et quatre autres villages sont intégrés à la ville d'Ayabe (綾部市). Le 1er janvier 2005, Kutsuki et cinq bourgs voisins fusionnent pour créer la ville de Takashima (高島市), tandis que le 1er avril, Keihoku est intégré à l'arrondissement d'Ukyō (右京区) de la ville de Kyoto, puis le 11 octobre de la même année, Wachi et les bourgs de Mizuho (瑞穂町) et de Tanba (丹波町) fusionnent pour créer le bourg de Kyōtamba (京丹波町).

## Histoire
Le bourg moderne de Miyama est créé le 1er avril 1955 par la fusion des villages de Miyajima (ja) (宮島村), Hiraya (ja) (平屋村), Chii (ja) (知井村), Tsurugaoka (ja) (鶴ヶ岡村) et Ōno (ja) (大野村). En 1961, le barrage d'Ōno y est construit pour contrôler le débit du Yura et empêcher les inondations. En 1974, tunnel du col de Kasa (ja) y ouvre. À la fin du XXe siècle et au début du XXIe siècle, le bourg s'est reconverti dans l'écotourisme, avec notamment la création du village de Kayabuki no Sato en 1993, qui a attiré plus de 700000 visiteurs en 2003. Le 1er janvier 2006, après des ententes, Miyama fusionne avec les bourgs voisins de Yagi (八木町), Hiyoshi (日吉町) et Sonobe (園部町), tous du district voisin de Funai, pour former la ville de Nantan (南丹市), qui signifie « Tamba sud », en référence à la position de la nouvelle municipalité, au sud de l'historique province de Tamba.

## Éducation
On y trouve le campus de Miyama du lycée préfectoral de Kitakuwada (ja) et anciennement le lycée Kyoto Miyama (ja), dont les bâtiments à Miyama ferment en 2009, avant d'être déplacés à Kamigyō, puis converti en école à distance en 2015.

## Économie
L'agriculture et la sylviculture sont les principales activités économiques à Miyama, avec notamment la production de commodes à Hiraya, même si depuis le vingt dernières années, le bourg se tourne vers l'industrie du tourisme.

## Culture et patrimoine
On y trouve un village traditionnel de maisons en toit de chaume, le Kayabuki no Sato Kitamura (ja), dans la section Chii. Dans la section Ōno, se trouve le barrage d'Ōno (en). La forêt expérimentale Ashiu (芦生研究林) de l'université de Kyoto en amont du Yura y est connue pour ses colonies de rhododendrons et pour la présence de grenouilles Kajika. On y trouve aussi plusieurs biens culturels importants, qui sont la maison Ishida (石田家住宅), une habitation de ferme au toît de chaume datant du début de l'époque d'Edo, la maison Kobayashi (小林家住宅), maison de chef de village datant de 1816 et la statue d'Amida Nyōrai au temple Saijō-ji (西乗寺).
Chaque 24 août s'y déroule dans les sections Tsurugaoka et Chii le festival Agematsu (上げ松) ou Matsuage (松上げ), où des torches enflammées sont lancées à 20 mètres de hauteur dans un brasier en offrande au sanctuaire Atago-jinja. On peut aussi y voir le Gion-sha no Kagura (祇園社の神楽), un rituel shinto pour prier pour une bonne récolte effectuée au sanctuaire Yasaka-jinja (八坂神社).

## Transports
Aucune ligne de chemin de fer ne dessert Miyama. Selon la loi sur la construction des chemins de fer (ja), la ligne Kozuru (ja) devait relier la gare d'Obama (en) sur la ligne éponyme à Obama et la gare de Tonoda (renommée Hiyoshi en 1996) sur la ligne San'in à Hiyoshi, mais le projet est abandonné en 1987, faute de fonds.
Les lignes de bus reliant Miyama au chemin de fer sont la ligne 7 du réseau d'autobus de Nantan (ja) en direction de Shizuhara depuis la gare de Wachi (ja), et la ligne 5 du réseau d'autobus de Nantan en transférant depuis les autobus de la West Japan JR Bus Company (ja) à partir des gares de Kyoto, Nijō ou d'Enmachi.
La route nationale (ja), ou route de Shūzan (ja), passe par Miyama, et depuis l'ouverture du tunnel du col de Kasa, passer par Miyama est le chemin le plus court entre le Keihanshin et la mer du Japon.

## Jumelages et intercommunalité
Miyama fait partie de l'association des 100 villages japonais de l'Eau (ja), qui regroupe les municipalités réputées pour la préservation de leurs ressources aquatiques.

## Personnalités liées
- Blacky Takaaki Nakajima (ja) (ブラッキー 中島 隆章, Burakkī Nakajima Taka'aki?, 1963-), homme d'affaires et organisteur d'organisme sans buts lucratifs, y vit ;
- Bunsuke Iwai (岩井 文助, Iwai Bunsuke?, 1843-1912), fondateur de l'Iwai Shōten (ja), devenue après fusion la société Sojitz, y est né dans l'ancien village de Kamihiraya (ja)[8] ;
- Nonomura Ninsei (ja) (野々村 仁清, Nonomura Ninsei?), potier du début de l'époque d'Edo (1603-1868), y est né, dans l'ancien village de Nono  ;
- Seikichi Isobe (ja) (磯部 清吉, Isobe Seikichi?, 1872-1952), homme politique, en est originaire ;
- Yoshio Nakata (中田 慶雄, Nakata Yoshio?, 1930-), vice-président de l'Association for the Promotion of International Trade Japan (ja), y est né dans l'ancien village de Hiraya[9] ;
- Yasuo Ōya (大矢 息生, Ōya Yasuo?, 1932-), avocat, en est originaire.